# Regió de Kagera
Kagera és una de les trenta regions administratives en les quals està dividida la República Unida de Tanzània. La seva principal població és la ciutat de Bukoba.

## Districtes
Aquesta regió es troba subdividida internament en sis districtes:
- Bukoba Urbà
- Bukoba Rural
- Biharamulo
- Karagwe
- Muleba
- Ngara

## Territori i població
La regió de Kagera té una extensió de territori que abasta una superfície de 28.388 quilòmetres quadrats. A més aquesta regió administrativa té una població de 2.033.888 persones. La densitat poblacional és de 72 habitants per cada quilòmetre quadrat de la regió.